# NEPOMUK
NEPOMUK of Networked Environment for Personalized, Ontology-based Management of Unified Knowledge is een vrije specificatie omtrent de ontwikkeling van een semantische desktop, wat vergelijkbaar is met het semantisch web.
Het doel van NEPOMUK is om beheer van bestanden en gegevens eenvoudiger en logischer te maken. Een voorbeeld hiervan is dat informatie over een bepaald onderwerp zowel in een adresboek, e-mails en verschillende soorten documenten kan zitten. Informatie die dus in essentie van dezelfde soort is wordt dus beheerd door verschillende programma's. NEPOMUK zal de mogelijkheid bieden om deze gegevens met elkaar te linken en het vinden ervan te vergemakkelijken.

## Werking

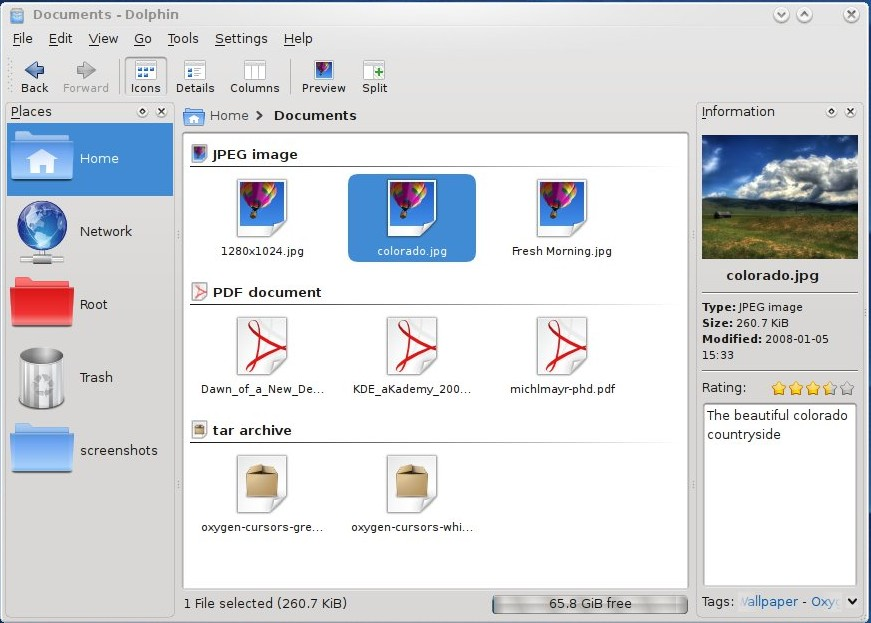
Dolphin met rechts een werkbalk om NEPOMUK metadata te bewerken

Concreet berustten de functies van NEPOMUK op het toevoegen van metadata aan bestanden, programma's en andere objecten. Gebruikers konden gegevens quoteren met sterren (tot vijf) en commentaar en tags toevoegen. Het beheren en opslaan van deze metadata was in handen van Soprano, een RDF-raamwerk. 
De desktopomgeving KDE had ondersteuning voor het toevoegen van NEPOMUK-metadata in de bestandsbeheerder Dolphin geïntegreerd en de desktopzoeker Strigi ondersteunde het indexeren ervan. Hierdoor werden zoekresultaten nauwkeuriger. Het project stond bekend onder de naam NEPOMUK-KDE, onder leiding van Sebastian Trüg, en was sinds KDE4 geïntegreerd in het kdebase-pakket. In KDE Plasma 5 is Nepomuk vervangen door Baloo.
Een voorbeeld van mogelijk gebruik van NEPOMUK is als men zoekt naar films met bijvoorbeeld Tom Cruise. Standaard zal het zoeken naar "Film met Tom Cruise" geen zinnige resultaten opleveren, met NEPOMUK echter kan men elke film met Tom Cruise met de tag "Tom Cruise" uitrusten of het stuk commentaar "....met Tom Cruise in de hoofdrol" toevoegen, waardoor het na indexatie van de metadata wel mogelijk is om de gezochte films te vinden.